# Museu de Prehistòria de València
El Museu de Prehistòria de València és un museu de la ciutat de València que exposa materials arqueològics que cobreixen des del període paleolític fins a l'època visigoda. Des del 1982 ocupa una part del Centre Cultural la Beneficència.

## Edifici
La Casa de la Beneficència és un edifici construït el 1841. Consta de planta baixa i dos pisos disposats entorn de cinc patis. A la planta baixa, es troben la botiga, la cafeteria, dues sales d'exposicions temporals, tallers didàctics, magatzems i laboratoris de restauració i fauna quaternària, així com els despatxos i dependències del Servei d'Investigació Prehistòrica, mentre que l'església es converteix en sala d'actes. A la primera planta, es troben la biblioteca i les sales permanents dedicades al Paleolític, neolític i edat del bronze. A la segona planta, les sales permanents dedicades a la cultura ibèrica i al món romà.

## Història

### El Servei d'Investigació Prehistòrica

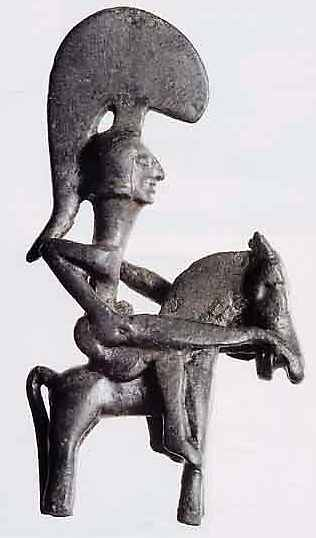
El Guerrer de Moixent, obra ibèrica albergada en el Museu

El 1927 la Diputació de València va crear el Servei d'Investigació Prehistòrica (SIP) i el Museu de Prehistòria, a instàncies d'Isidre Ballester Tormo, com una institució científica dedicada a investigar, conservar i difondre el patrimoni arqueològic valencià. En 1928 van crear la publicació Archivo de Prehistoria Levantina i en 1937, a instàncies de la Conselleria de Cultura, es publica una sèrie de publicacions monogràfiques amb el nom de Trabajos varios. Els cinc primers números d'aquesta sèrie, publicats quan el SIP es troba integrat en l'Institut d'Estudis Valencians, es van publicar en valencià. També publiquen memòries anuals.
Hi han treballat alguns dels més notables arqueòlegs estatals, com Lluís Pericot, Domingo Fletcher o Enric Pla, que van dirigir el SIP, o Miquel Tarradell, Milagro Gil-Mascarell o Carmen Arànegui, que hi van col·laborar estretament. Des dels seus inicis, el SIP desenvolupà una intensa labor de camp en jaciments arqueològics com la Bastida de les Alcusses de Moixent, la Cova Negra de Xàtiva, la cova del Parpalló de Gandia o el tossal de Sant Miquel de Llíria. Els materials obtinguts a partir d'aquestes excavacions prompte van contribuir a crear el fons del museu.

### Centre de la Beneficència
El 1982 el museu es va traslladar al Centre Cultural la Beneficència. L'any 1995, s'inaugurà la restauració completa de l'edifici, duta a terme per l'arquitecte Rafael Rivera. A l'edifici també s'hi van instal·lar el Museu Valencià d'Etnologia i la Institució Alfons el Magnànim.

### Actualitat
En l'actualitat, els projectes d'investigació comprenen totes les etapes de la prehistòria i l'antiguitat valencianes, amb importants actuacions, com la desenrotllada en la cova del Bolomor a Tavernes de la Valldigna, on han aparegut les restes humanes més antigues en terres valencianes. També es realitzen excavacions en els jaciments eneolítics de Fuente Flores i Cinto Mariano (Requena), en el poblat de l'edat del bronze de la Lloma de Betxí (Paterna) en els poblats ibèrics de la Bastida de les Alcusses i Los Villares (Caudete de las Fuentes), així com en la ciutat iberoromana de la Carència de Torís.

## Col·lecció permanent
El museu ocupa dos plantes de la Casa de Beneficència. A la primera planta presenta un recorregut que comença en els inicis de l'arqueologia valenciana, i progressivament cobreix temes com els primers habitants, els grans caçadors, l'art paleolític valencià, l'inici de l'agricultura i la ramaderia, l'art post-paleolític, l'aparició dels metalls, l'edat del bronze.
La segona planta s'inicia amb les relacions amb el món mediterrani, amb peces originals d'Empúries, i continua amb la cultura dels ibers, els grans poblats, la vida domèstica, el món religiós i funerari, la ciutat d'Edeta i l'escriptura ibèrica. Acaba amb la romanització i posterior època visigòtica.

### Peces destacades
Entre les peces destacades del fons del museu, s'inclouen El Guerrer de Moixent, una plaqueta gravada de la Cova del Parpalló, un vas amb decoració incisa de la Lloma de Betxí, un vas amb decoració Cardial de la Cova de l'Or de Beniarrés, un vas del Tossal de Sant Miquel o el Mosaic de Font de Mussa, a Benifaió.

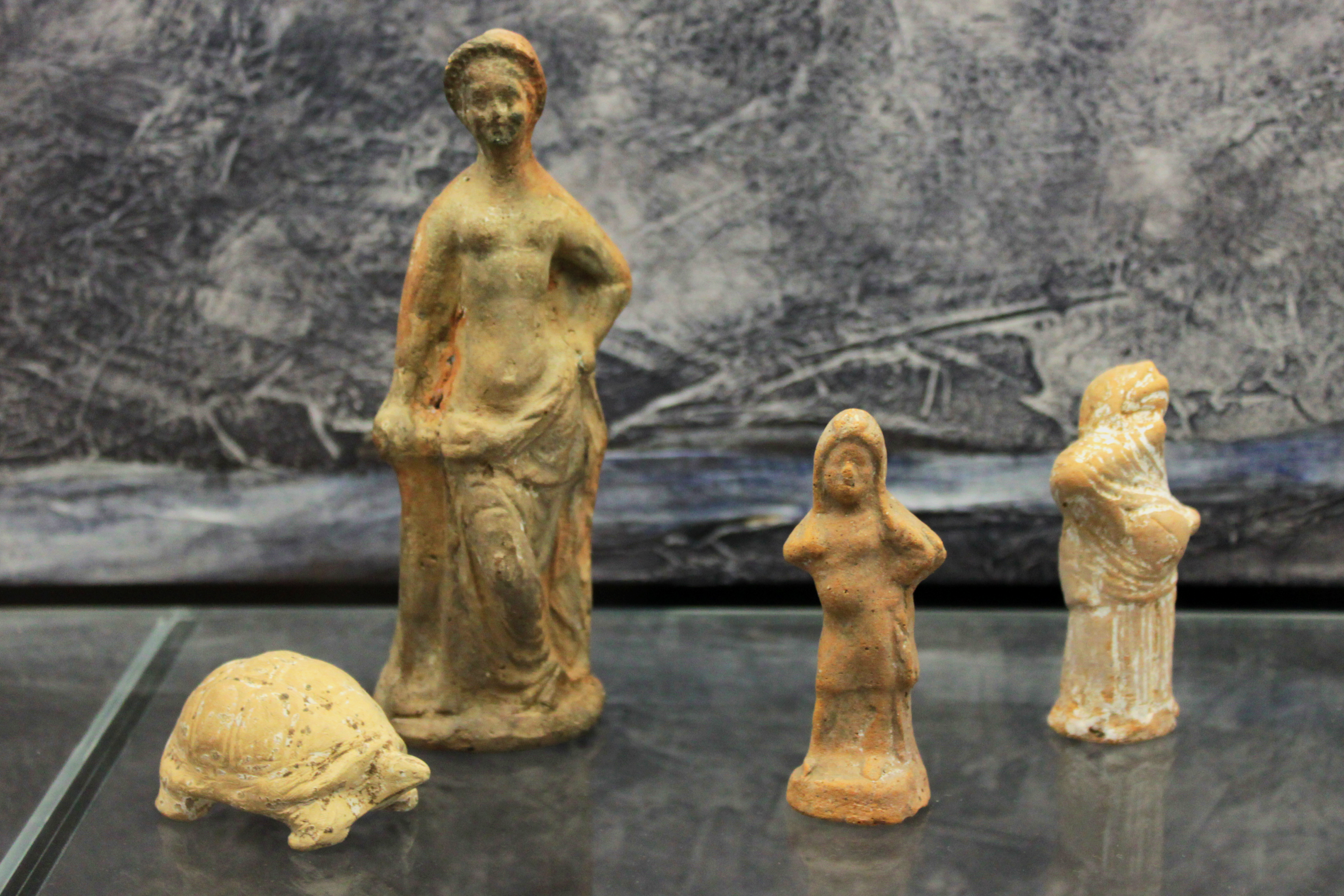
Objectes d'Empúries
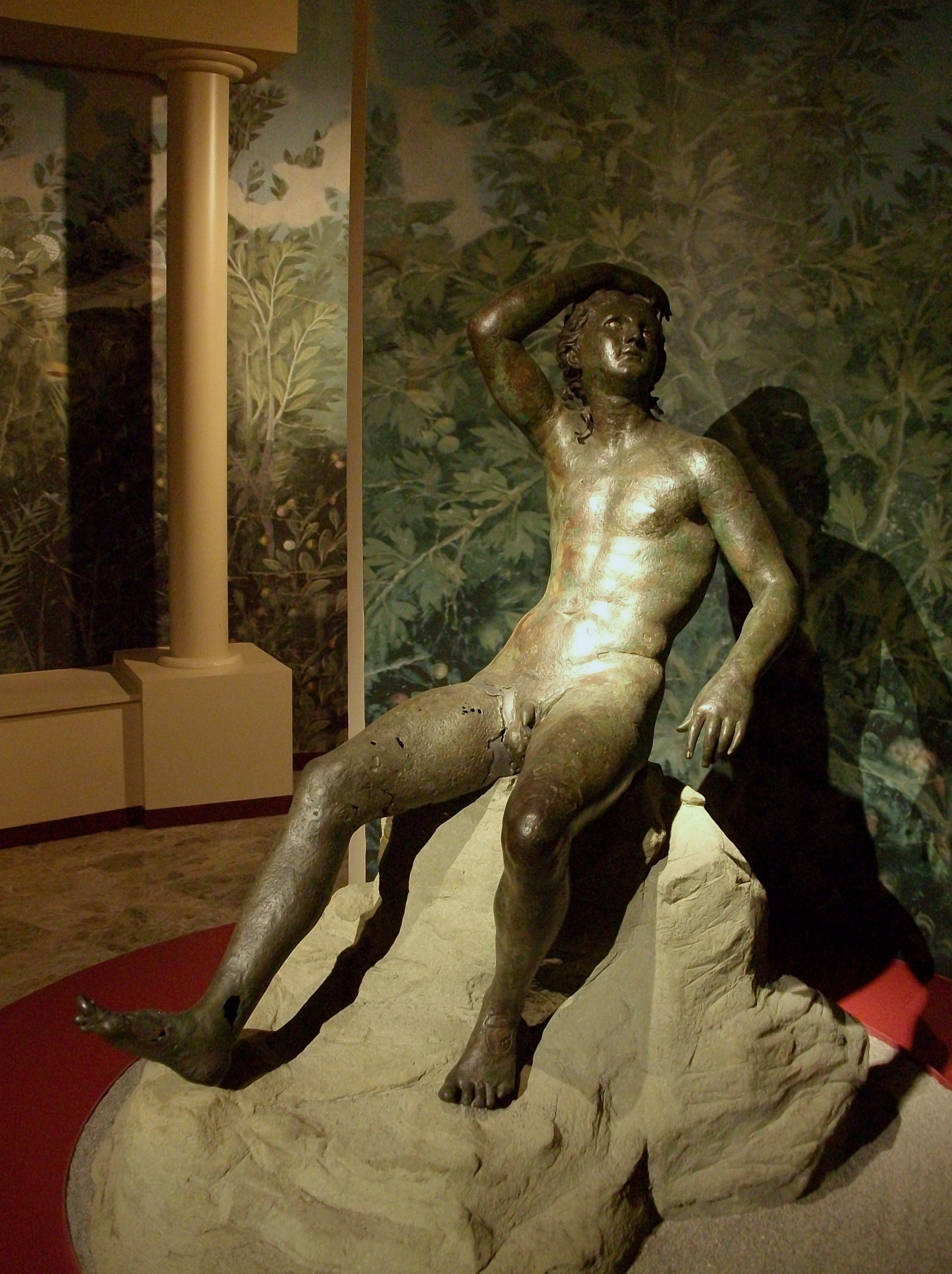
Apol·lo de Pinedo
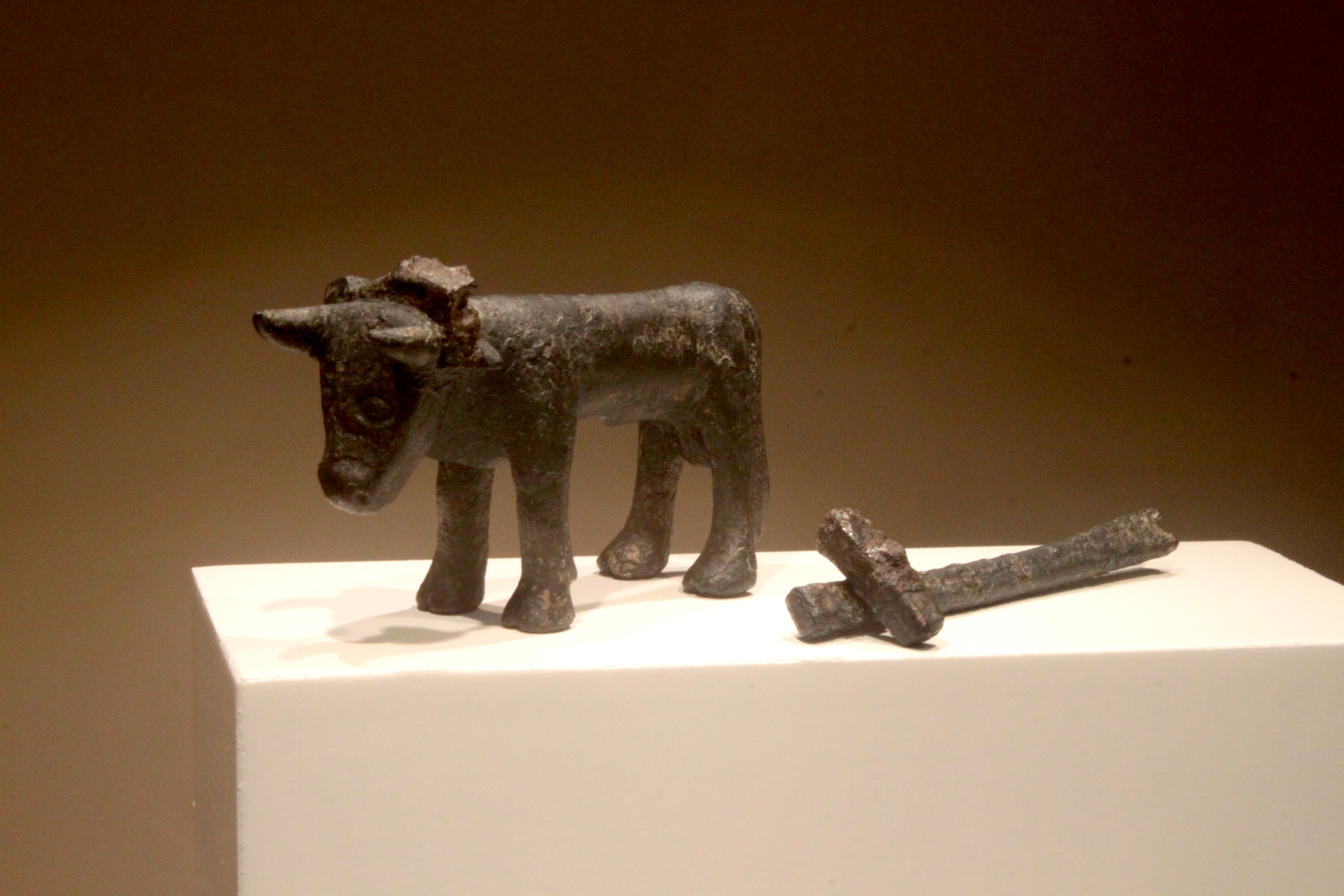
El Bouet de Bastida
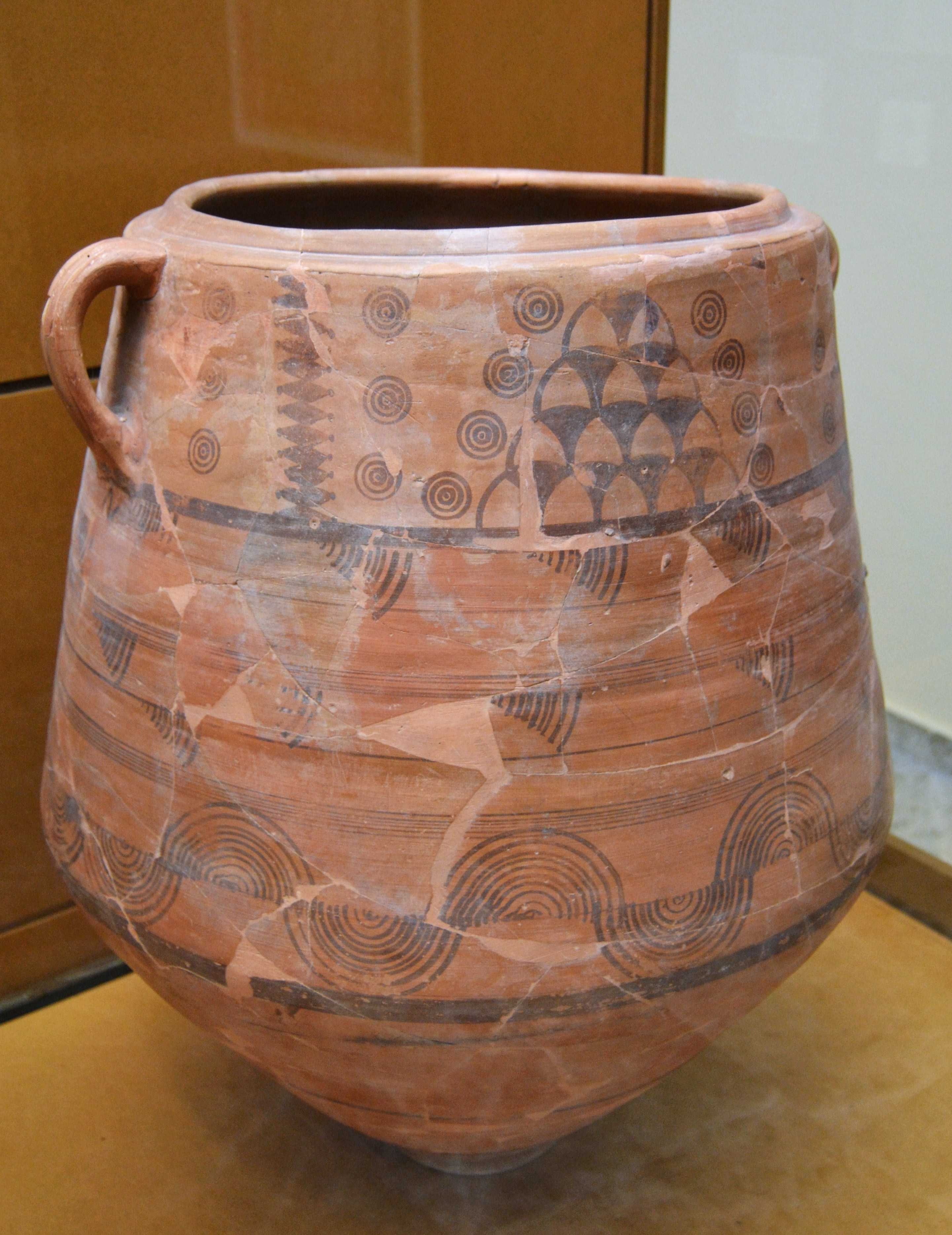
Gerra del Tossal de Sant Miquel
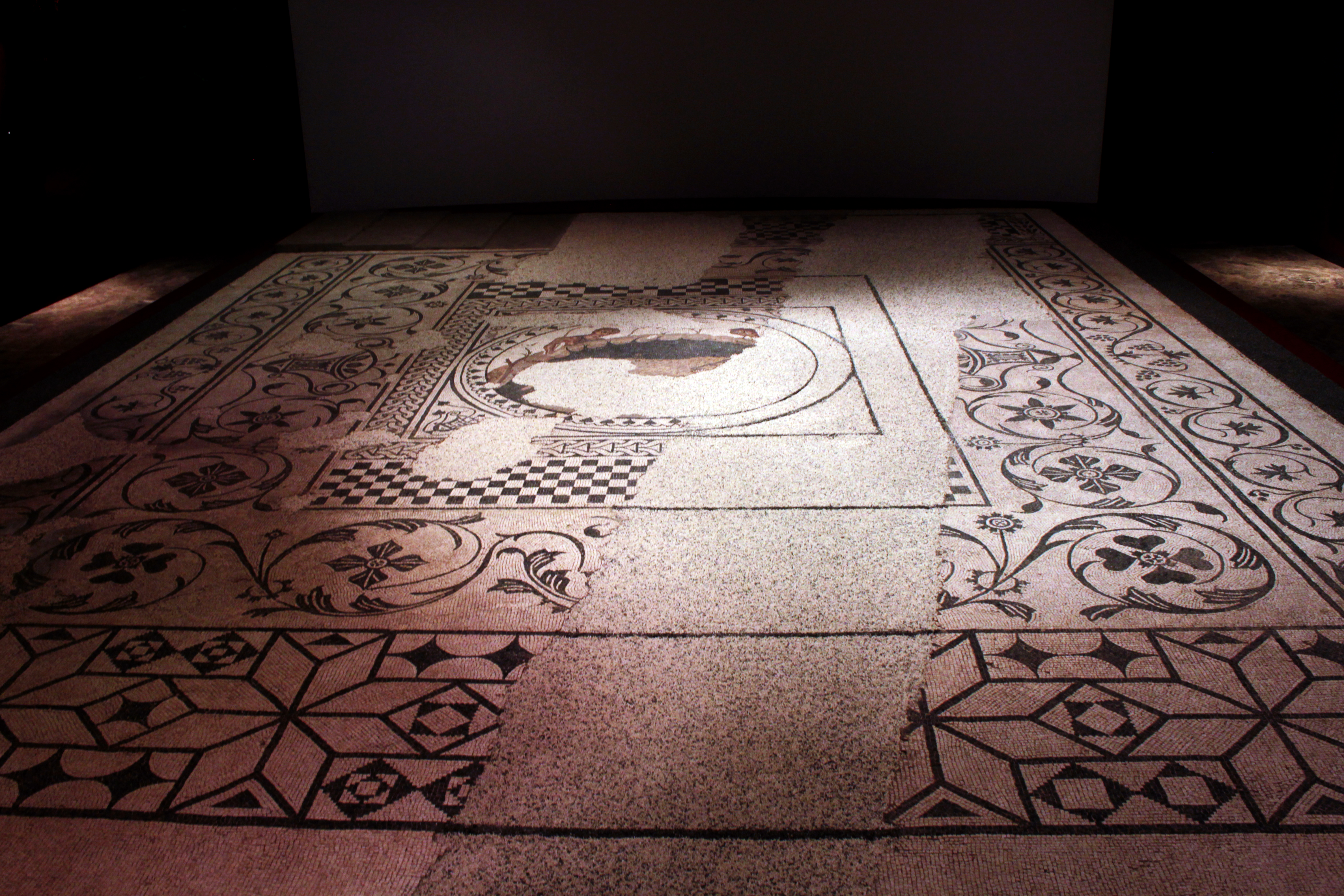
Mosaic de Font de Mussa